# Sendeanlage Isen
Die Sendeanlage Isen (auch Isen 1) ist eine für die Öffentlichkeit nicht zugängliche Sendeanlage im Schnauppinger Forst südlich von Isen im Landkreis Erding. 
Der Sendestandort deckt das Isental, fast die komplette Autobahn 94 und den Osten von München zusammen mit dem Sender Ismaning ab.

## Geschichte
Derzeit werden 4 DAB+ Pakete und auf der UKW-Frequenz 88,80 MHz das Programm des Senders 106.4 Top FM ausgestrahlt. 
Radio Top FM sendet auf der alten Frequenz von Rock Antenne Bayern. Radio Arabella München auf 105,20 MHz mit 25 kW ERP sendete bis ca. 2012 von diesem Standort.
Bis zur Umstellung auf DVB-T wurden die Programme ZDF (Kanal 24) und Bayerisches Fernsehen (Kanal 50) in analogem PAL von (Isen 2) aus gesendet. Seitdem ist die Fernsehversorgung durch den Sender Wendelstein sichergestellt.

## Frequenzen und Programme

### Analoges Radio (UKW)
| Programm | Frequenz  | Himmelsrichtung | ERP    | RDS PS   |
| -------- | --------- | --------------- | ------ | -------- |
| Top FM   | 88,80 MHz | Nord            | 0,5 kW | _TOP_FM_ |

### Digitales Radio (DAB)
Digitaler Hörfunk DAB+ wird im Gleichwellenbetrieb (Single Frequency Network) mit anderen Sendern ausgestrahlt.
| Block                        | Programme (Datendienste) | ERP (kW)              | Antennen- diagramm rund (ND), gerichtet (D) | Polarisation horizontal (H)/ vertikal (V) | Gleichwellennetz (SFN) |
| ---------------------------- | --- | --------------------- | ------------------------------------------- | ----------------------------------------- | --- |
| 7A Oberbayern Süd (D__00406) | DAB-Block der Bayern Digital Radio: - 106.4 TOP FM (80 kbps) - Radio Oberland (96 kbps) - Charivari (RO) (96 kbps) - Radio Galaxy (RO) (96 kbps) - AlpinFM (96 kbps) - Bayernwelle (96 kbps) - Radio ISW (80 kbps) - Radio Alpenwelle (96 kbps) - Münchner Kirchenradio (80 kbps) | 10                    | D                                           | V                                         | Bad Tölz (Gaißach), Berchtesgaden (Jenner), Herzogstand (Fahrenbergkopf), Hochberg (Traunstein), Hohenpeißenberg, Inntal (Ebbs), Isen, Neuötting, Oberammergau, Reit im Winkl, Untersberg, Tegernseer Tal (Wallberg), Wasserburg am Inn (Koblberg) (geplant), Wendelstein (Bayrischzell) |
| 10A Obb/Schw (D__00354)      | DAB-Block der Bayern Digital Radio: - Bayern 1 (Schwaben) (96 kbps) - Bayern 1 (Mainfranken) (96 kbps) - BR24live (64 kbps, Mono) - Radio Teddy (72 kbps) - egoFM (72 kbps) - Arabella Bayern (96 kbps) - Rock Antenne Bayern (72 kbps) - BR EPG (8 kbps Daten) - BR News (8 kbps Daten) | 10                    | D                                           | V                                         | - Oberbayern: Bad Tölz (Gaißach), Berchtesgaden (Jenner), Eichstätt, Fürstenfeldbruck (Schöngeising), Gelbelsee (Ingolstadt), Herzogstand (Fahrenbergkopf), Hochberg (Traunstein), Hohenpeißenberg, Inntal (Ebbs), Isen, München-Freimann, München-Ismaning, München (Olympiaturm), Neuötting, Oberammergau, Pfaffenhofen (Wolfsberg), Reit im Winkl, Untersberg, Tegernseer Tal (Wallberg), Wasserburg am Inn (Koblberg), Wendelstein (Bayrischzell) - Schwaben: Augsburg (Hotelturm), Augsburg (Welden), Balderschwang (Oberberg), Grünten, Hühnerberg, Markt Wald, Memmingen, Pfänder (Vorarlberg), Pfronten (Breitenberg), Ulm (Kuhberg) |
| 11C München (D__99002)       | DAB-Block der Bayern Digital Radio : - Radio 2Day (80 kbps) - Digital Classix (80 kbps) - Gong 96.3 (80 kbps) - 95.5 Charivari (80 kbps) - Energy München (80 kbps) - Arabella München (80 kbps) - Top FM (80 kbps) - Radio München (80 kbps) - M94.5 (96 kbps) - LORA München (80 kbps) - Radio Feierwerk (80 kbps) - CRM 92,4 (80 kbps) - Münchner Kirchenradio (80 kbps) - Mega Radio Mix (80 kbps) - Radio Galaxy (80 kbps) - 089Kult (80 kbps) | 10                    | D                                           | V                                         | Fürstenfeldbruck (Schöngeising), Isen, München-Ismaning, München (Olympiaturm) |
| 11D Bayern (D__00165)        | DAB-Block des Bayerischen Rundfunks: - Bayern 1 (Oberbayern) (96 kbps) - Bayern 1 (Niederbayern/Oberpfalz) (96 kbps) - Bayern 1 (Franken) (96 kbps) - Bayern 2 (96 kbps) - Bayern 3 (96 kbps) - BR-Klassik (144 kbps) - BR24 (72 kbps, Mono) - BR Schlager (96 kbps) - Puls (96 kbps) - BR Heimat (128 kbps) - BR Verkehr (16 kbps, Mono) - Antenne Bayern (80 kbps) - BR EPG (8 kbps Daten) - ARD TPEG (24 kbps)                                   | 10 (Antenne auf 63 m) | D                                           | V                                         | - Unterfranken: Alzenau (Hahnenkamm), Burgsinn (Main-Spessart), Dettelbach, Ebern, Gemünden, Hammelburg, Kreuzberg (Rhön), Miltenberg-Wenschdorf, Neustadt am Main, Obernburg am Main, Ostheim/Heidelberg, Pfaffenberg (Aschaffenburg), Schweinfurt (Schonungen), Volkach, Wertheim, Würzburg (Frankenwarte), Zeil am Main - Oberfranken: Bad Steben, Bamberg (Geisberg), Burgwindheim (geplant), Coburg (Eckardtsberg), Hof (Labyrinthberg), Kronach, Kulmbach, Ludwigsstadt (Ebersdorf), Ochsenkopf (Fichtelgebirge), Pegnitz - Mittelfranken: Büttelberg, Hesselberg, Hersbruck, Nürnberg (Fernmeldeturm), Rothenburg ob der Tauber, Treuchtlingen, Weißenburg - Oberpfalz: Altenstadt, Amberg (Hirschau), Amberg-Süd, Dillberg (Neumarkt), Fuchsmühl, Geigant, Hoher Bogen (Furth im Wald), Hohe Linie (Regensburg), Kallmünz (geplant), Pfreimd, Schönsee (Drechselberg), Weigendorf - Niederbayern: Brotjacklriegel, Deggendorf (Aletsberg), Dingolfing, Einödriegel, Kelheim, Landshut (Altdorf), Mainburg, Mallersdorf-Pfaffenberg, Oberfrauenwald, Passau (Kühberg), Pfarrkirchen, Rattenberg, Rotthalmünster, Viechtach (Weigelsberg) (geplant), Vilsbiburg - Schwaben: Augsburg (Hotelturm), Augsburg (Welden), Balderschwang (Oberberg), Grünten, Hühnerberg (Harburg), Markt Wald, Memmingen, Pfänder (Vorarlberg), Pfronten (Breitenberg), Ulm (Kuhberg) - Oberbayern: Bad Tölz (Gaißach), Berchtesgaden (Jenner), Eichstätt, Fürstenfeldbruck (Schöngeising), Gelbelsee, Herzogstand (Fahrenbergkopf), Hochberg (Traunstein), Hohenpeißenberg, Inntal (Ebbs), Isen, München-Freimann, München-Ismaning, München (Olympiaturm), Neuötting, Oberammergau (Laber), Pfaffenhofen (Wolfsberg), Pfaffenhofen (BR), Reit im Winkl, Untersberg (Salzburg), Tegernseer Tal (Wallberg), Wasserburg am Inn (Koblberg), Wendelstein (Bayrischzell) |

## Sonstiges

### Wetterradar-Turm Schnaupping (Isen)
Unweit der Sendeanlage Isen befindet sich ein Niederschlagsradar des Deutschen Wetterdienst (DWD).